# Davide Shorty (EP)
Davide Shorty è l'EP di debutto del cantante italiano omonimo, pubblicato l'11 dicembre 2015 dalla Sony Music.

## Tracce
1. My Soul Trigger – 2:53 (Davide Shorty)
2. A Change Is Gonna Come – 2:36 – originariamente interpretata da Sam Cooke
3. L'italiano – 2:47 – originariamente interpretata da Toto Cutugno
4. Vedrai vedrai – 3:41 – originariamente interpretata da Luigi Tenco
5. Wildfire – 3:23 – originariamente interpretata da SBTRKT
6. Play That Funky Music – 3:34 – originariamente interpretata da Wild Cherry